# Igor Žofčák
Igor Žofčák (* 10. dubna 1983, Michalovce) je slovenský fotbalový záložník a bývalý reprezentant, od léta 2016 působí v týmu MFK Zemplín Michalovce. Mimo Slovensko působil v České republice a Maďarsku.

## Klubová kariéra
Svoji fotbalovou kariéru začal v MFK Zemplín Michalovce, odkud přestoupil do MFK Ružomberok. Zde se během šesti sezón stal oporou. Následně jeho kroky vedly do AC Sparta Praha, kde se ale příliš neprosadil a odešel hostovat do FK Baumit Jablonec. V roce 2010 se vrátil na Slovensko a podepsal smlouvu s klubem ŠK Slovan Bratislava, kde se stal později kapitánem.
V sezóně 2012/13 Corgoň ligy získal se Slovanem Bratislava tzv. „double“, tzn. ligový titul (jeho druhý se Slovanem) a triumf v domácím poháru. V sezóně 2013/14 ligový titul se Slovanem obhájil. 5. července 2014 byl u výhry 1:0 nad MFK Košice ve slovenském Superpoháru. Se Slovanem se probojoval do základní skupiny I Evropské ligy 2014/15, kde číhali soupeři SSC Neapol (Itálie), AC Sparta Praha (Česko) a Young Boys Bern (Švýcarsko).
V lednu 2015 odešel ze Slovanu společně s Jurajem Halenárem na zahraniční angažmá do maďarského klubu Nyíregyháza Spartacus FC hrajícího Nemzeti bajnokság I (nejvyšší maďarská liga). Oba hráči podepsali smlouvu do konce června 2016. 

V létě 2016 se vrátil na východní Slovensko do MFK Zemplín Michalovce.

## Reprezentační kariéra

### Mládežnické reprezentace
Žofčák působil v některých slovenských mládežnických reprezentacích.

#### Mistrovství Evropy U19 2002
V roce 2002 se zúčastnil Mistrovství Evropy hráčů do 19 let v Norsku, kde získal s týmem bronzové medaile po výhře nad Irskem 2:1 v souboji o 3. místo. Žofčák nastoupil do prvního zápasu Slovenska v základní skupině 21. července proti Norsku a byl u fotbalové demolice soupeře v poměru 5:1. V dalším zápase Slovensko rozstřílelo český výběr 5:2, on sám vstřelil úvodní branku. Třetí zápas slovenští mladíci prohráli 1:3 se Španělskem a postoupili do výše zmiňovaného souboje o třetí místo proti Irsku, zatímco vítěz skupiny Španělsko se kvalifikovalo rovnou do finále proti Německu, Žofčák nastoupil v základní sestavě.

#### Mistrovství světa U20 2003
Díky 3. místu z ME U19 2002 postoupilo Slovensko o rok později na Mistrovství světa hráčů do 20 let 2003 ve Spojených arabských emirátech, jehož se také zúčastnil (Slovensko prohrálo v osmifinále 1:2 po prodloužení s Brazílií).

### A-mužstvo
V A-mužstvu Slovenska debutoval 9. 7. 2004 na turnaji Kirin Cup proti domácímu týmu Japonska (porážka 1:3). Celkem odehrál v letech 2004–2011 za slovenský národní tým 14 zápasů, gól nevstřelil.

### Reprezentační zápasy a góly
Zápasy Igora Žofčáka za A-mužstvo Slovenska
| Rok    | Zápasy | Góly |
| ------ | ------ | ---- |
| 2004   | 4      | 0    |
| 2005   | 0      | 0    |
| 2006   | 1      | 0    |
| 2007   | 6      | 0    |
| 2008   | 1      | 0    |
| 2009   | 0      | 0    |
| 2010   | 0      | 0    |
| 2011   | 2      | 0    |
| Celkem | 14     | 0    |